# 沃勒迪亞鄉
45°05′N 21°33′E / 45.083°N 21.550°E
沃勒迪亞鄉（羅馬尼亞語：Comuna Vărădia, Caraș-Severin），是羅馬尼亞的鄉份，位於該國西南部，由卡拉什-塞維林縣負責管轄，面積73平方公里，海拔高度95米，2007年人口1,618，人口密度每平方公里22人。